# Рябчик царський
Ря́бчик ца́рський (Fritillaria imperialis) — багаторічна рослина родини лілійних. Декоративна культура.

## Опис
Велика багаторічна цибулинна рослина, що досягає в деяких випадках 1,5 м заввишки. Його зелений квітконос дуже міцний і не згинається від вітру. Цибулина схожа на дзвіночки пониклих дивовижно красивих квітів. Вони утворюються в пазухах листків, розташованих уздовж високого стовбура рослини. Розташовуються бутони групою з 5-7 штук. Зверху стебла, над самими бутонами, продовжує зростати листова маса. Цибулини складаються з 2-6 лусочок, в пазухах яких знаходяться бруньки.
У своїй основі квітки зазвичай виступає крапля нектару, за що в народі рослину прозвали «Сльози Марії». Вінчає суцвіття пучок вузьких верхівкових зеленого листя, що нагадують корону. Витягнуте листя рябчика відрізняється глянцевою поверхнею і насиченим смарагдовим відтінком. У деяких сортів воно розташовується у два рядки. Квітки найчастіше мають жовті або яскраво-помаранчеві пелюстки, але зустрічаються сорти з червоними, рожевими і білими бутонами.

## Екологія
Цвітіння рябчиків зовсім нетривале — близько 20 днів. Його початок у більшості видів припадає на другу половину травня (деякі види цвітуть вже в середині квітня). Квітки у рябчика великі і парасолькою звисають, наче опустили голову.
Посадку проводять на відкриті сонячні ділянки або у півтіні. Можна висаджувати на південно-західних і західних схилах, біля альтанки, тераси і дачного будиночка, під листопадними чагарниками. При догляді за цибулинними рослинами полив здійснюється лише при посушливій погоді. Після завершення цвітіння, для забезпечення здорового посадкового матеріалу, здійснюється підживлення суперфосфатом і сульфатом калію. При догляді за рослиною необхідно регулярно видаляти бур'яни і акуратно рихлити ґрунт, щоб не пошкодити цибулини. При зрізуванні квітів на стеблі обов'язково залишається частина листя. В іншому випадку цибулини перестануть рости.
Розмножується підземними цибулинами. З лусочок останніх розвиваються нові цибулини. Під час вегетації внизу материнської цибулини утворюється нова дочірня цибулина, якою і розмножується рослина. Потужний квітконос кріпиться до дінця материнської цибулини, проходячи через всю її плоть. Після його висихання в цибулині залишається отвір, рівний діаметру квітконоса. Восени на місці отвору старої цибулини, на новій цибулині закладаються 1-3 квіткові бруньки.
Після цвітіння рябчик утворює дуже великі насіннєві коробочки, звернені вгору. У них дозріває насіння, яким часом розмножуються рябчики. Насіння імператорського рябчика швидко втрачає свою схожість, тому в разі потреби його використовують вже наступного року. Зазвичай відцвілі бутони рябчика видаляють. Це дозволяє цибулині запасти досить живлення для перезимівлі та подальшого цвітіння. Адже зацвісти зможуть лише ті рослини, цибулини яких досягають в діаметрі близько 10 см.

## Застосування
Запах у них специфічний. Його не переносять кроти, землерийки, миші. Рябчики — відмінний спосіб відвадити цих тварин від грядок і квітників. Багато хто використовує його для відлякування кротів і шкідників, що живуть у ґрунті.

## Поширення
У дикому вигляді рябчик царський виростає в альпійському і субальпійському поясі Гімалаїв, Афганістані, Пакистані, Ірані та Туреччині. Натуралізовано в Європі, особливо в Австрії та Італії, США.

## Сорти
Селекціонери вивели понад десять сортів рябчика царського.